# Trichoplusia oxygramma
Trichoplusia oxygramma är en fjärilsart som beskrevs av Charles Andreas Geyer 1832. Trichoplusia oxygramma ingår i släktet Trichoplusia och familjen nattflyn. Inga underarter finns listade i Catalogue of Life.